# Lil' Kim
Kimberly Denise Jones (* 11. července 1974 Brooklyn, New York, USA), spíše známá jako Lil' Kim, je americká raperka, textařka, herečka a zakladatelka hudební společnosti Queen Bee Entertaiment. V devadesátých letech 20. století byla členem skupiny Junior M.A.F.I.A., do které ji uvedl její rapový mentor The Notorious B.I.G.

## Biografie
Narodila se v newyorské čtvrti Brooklyn v roce 1975. Roku 1983 se její rodiče rozvedli, ona poté vyrůstala u svého otce, který ji ovšem později vyhodil z domova. Poté žila se svou sestřenicí Sherondou ve čtvrti Queens. V ulicích poznala prozatím neznámého rappera The Notorious B.I.G., který velmi ovlivnil její život.
The Notorious B.I.G. byl v roce 1993 upsán pod společnost Bad Boy Records a o rok později vydal veleúspěšné album Ready to Die. Díky úspěchu získal v branži silnou pozici, a tak se rozhodl uvést své kamarády, mezi nimi byla i Lil' Kim. Ti vytvořili skupinu Junior M.A.F.I.A. a získali smlouvu u Atlantic Records. Tam v roce 1995 vydali debut Conspiracy, album zaznamenalo vcelku slušný úspěch a získalo zlatou certifikaci společnosti RIAA, a to díky úspěšným singlům Player's Anthem a Get Money, na obou hostoval The Notorious B.I.G..
Po úspěchu alba se rozhodla vydat na sólovou dráhu. Svůj debut vydala v listopadu 1996. Album neslo název Hard Core a stalo se 2x platinovým. Podstatnou roli v úspěchu jejího sólo alba sehrály singly No Time (ft. Puff Daddy) a především Not Tonight (ft. Left Eye, Da Brat, Missy Elliott a Angie Martinez). V roce 1997 byl zastřelen The Notorious B.I.G., což zasáhlo, jak jeho blízké, tak celou hip-hopovou veřejnost. V důsledku toho se ještě téhož roku rozpadla skupina Junior M.A.F.I.A..
V letech 1998–1999 pracovala na své reputaci. Hostovala na mnohých albech, vystupovala na tour Puff Daddyho a vytvářela remixy jiných písní. Roku 1999 založila vlastní label Queen Bee Ent. a začala pracovat na svém druhém albu. V červenci 2000 vyšlo album The Notorious K.I.M., jež se umístilo na čtvrtém místě žebříčku Billboard 200, což je její nejlepší výsledek, také získalo platinovou certifikaci společnosti RIAA (USA) a zlatou od společnosti CRIA (Kanada), a to i přesto, že album neobsahovalo žádný úspěšnější singl. Za zmínku stojí jen píseň No Matter What They Say.
Roku 2001 využila příležitost spolupracovat s Christinou Aguilerou, Mýou a Pink na remaku písně Lady Marmalade. Ta byla určena pro soundtrack k filmu Moulin Rouge! a přinesla jejím tvůrcům cenu Grammy, pro Lil' Kim jedinou ve své kariéře. V roce 2002 začala pracovat na svém dalším albu. La Bella Mafia, jak bylo album pojmenováno, vyšlo v březnu 2003 a v podstatě zopakovalo úspěch alba předchozího. Do rádií se vrátila díky singlům The Jump Off (ft. Mr. Cheeks) a hlavně Magic Stick, na kterém hostovala právě vycházející hvězda - rapper 50 Cent.
Po doznění vlny úspěchu, připravovala další album The Naked Truth. To vyšlo v září 2005, přestože album získalo od kritiků časopisu The Source hodnocení "5 mic", tedy nejvyšší možné, čímž se stala jedinou "rapperkou", která toho dosáhla, alba se prodalo jen okolo 400 000 kusů. Přesto album obsahuje vcelku úspěšný singl Lighters Up. Sama Lil' Kim neúspěch vysvětluje tím, že kvůli svému pobytu ve vězení neměla čas propagovat album. Do vězení se dostala v červenci 2005. Byla odsouzena na rok za křivou výpověď v jejím svědectví ohledně střelby před studiem Hot 97 v roce 2001. Po deseti měsících byla propuštěna na tříletou podmínku.
Poté začala vystupovat v televizních show. Např. v roce 2006 se vysílala reality show Lil' Kim: Countdown to Lockdown, která mapovala poslední dva týdny její svobody před nástupem do vězení. V následujících letech vystupovala v show Pussycat Dolls Present: The Search for the Next Doll a Pussycat Dolls Present: Girlicious . Roku 2009 se účastnila osmé série taneční soutěže Dancing with the Stars.
V roce 2009 oznámila, že začíná pracovat na dalším albu, které nese pracovní název Long Live: The Queen. Ve stejném roce byl vydán i nepříliš úspěšný promo singl Download (ft. T-Pain a Charlie Wilson).

## Diskografie

### Studiová alba
| Rok  | Album                                                                           | Nejvyšší umístění v hitparádě | Nejvyšší umístění v hitparádě | Nejvyšší umístění v hitparádě | Ocenění                  |
| Rok  | Album                                                                           | US 200                        | US Hip-Hop                    | UK                            | Ocenění                  |
| ---- | ------------------------------------------------------------------------------- | ----------------------------- | ----------------------------- | ----------------------------- | ------------------------ |
| 1996 | Hard Core - Vydáno: 12. listopadu 1996 - Vydavatel: Big Beat, Atlantic          | 11                            | 3                             | 116                           | US: 2x platinové         |
| 2000 | The Notorious K.I.M. - Vydáno: 27. června 2000 - Vydavatel: Queen Bee, Atlantic | 4                             | 1                             | 67                            | US: platinové CAN: zlaté |
| 2003 | La Bella Mafia - Vydáno: 4. března 2003 - Vydavatel: Queen Bee, Atlantic        | 5                             | 4                             | 80                            | US: platinové            |
| 2005 | The Naked Truth - Vydáno: 27. září 2005 - Vydavatel: Queen Bee, Atlantic        | 6                             | 3                             | 80                            | US: /                    |
| 2019 | 9 - Vydáno: 11. října 2019 - Vydavatel: Queen Bee, eOne Music                   | —                             | 7                             | 70                            | US: /                    |

### Kompilace
- 2005 - The Dance Remixes

### Mixtapy
- 2009 - Ms. G.O.A.T.

### Úspěšné singly
- 1996 - "No Time" (ft. Puff Daddy)
- 1997 - "Not Tonight" (ft. Left Eye, Da Brat, Missy Elliott & Angie Martinez)
- 2001 - "Lady Marmalade" (s Christina Aguilera, Mýa a Pink)
- 2003 - "The Jump Off" (ft. Mr. Cheeks)
- 2003 - "Magic Stick" (ft. 50 Cent)
- 2005 - "Lighters Up"

## Filmografie
- 1997 - Gangstresses
- 1999 - She's All That / (Taková normální holka)
- 2001 - Zoolander
- 2002 - Juwanna Mann / (Jů, vona je chlap)
- 2003 - Those Who Walk in Darkness
- 2003 - Gang of Roses
- 2004 - Nora's Hair Salon
- 2004 - You Got Served / (Nakládačka)
- 2005 - Lil' Pimp / (Malý pasák)
- 2005 - There's a God on the Mic
- 2008 - Superhero Movie / (Suprhrdina)